# Hierodula quadridens
Hierodula quadridens är en bönsyrseart som beskrevs av Werner 1916. Hierodula quadridens ingår i släktet Hierodula och familjen Mantidae. Inga underarter finns listade i Catalogue of Life.